# Différence de buts

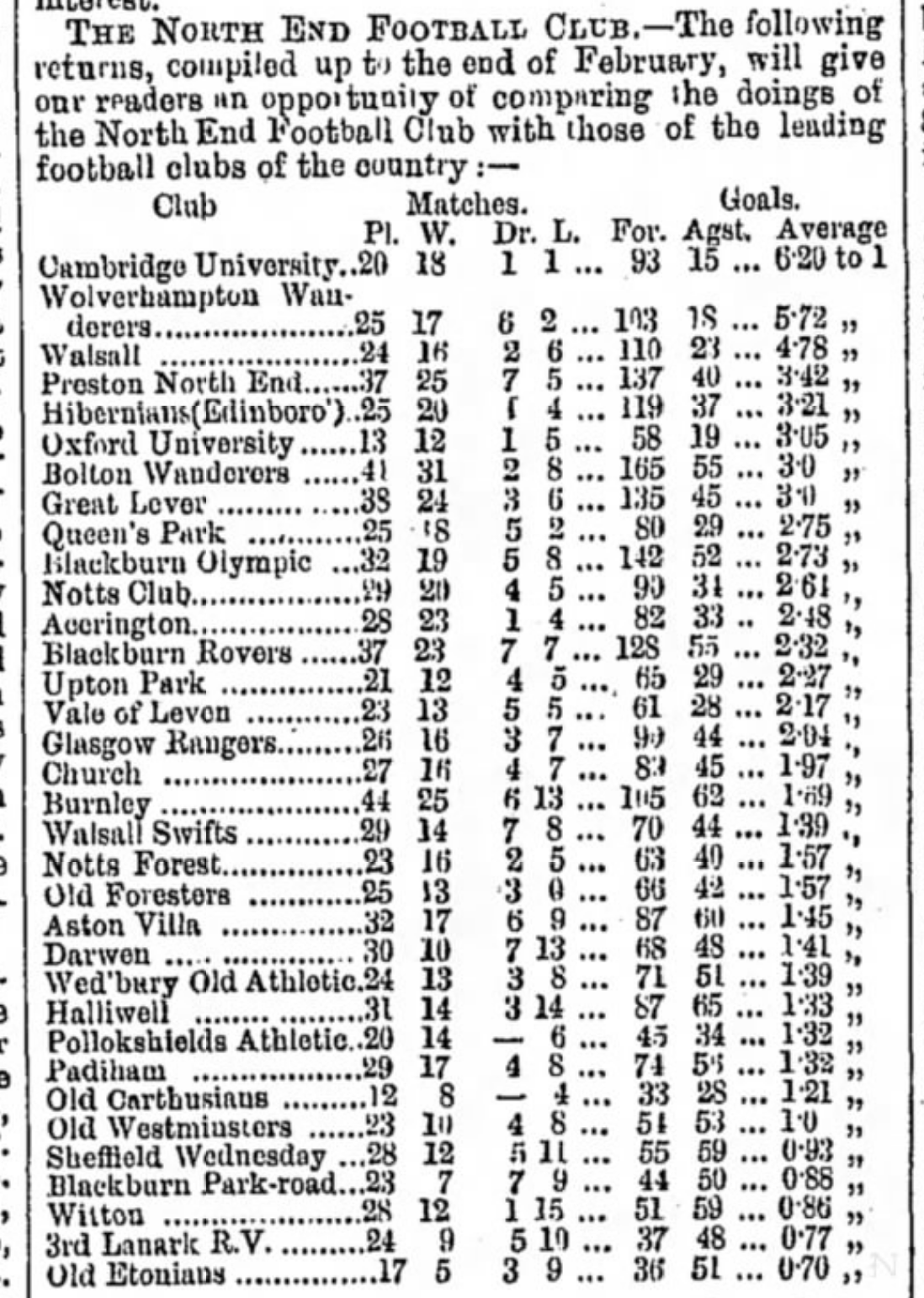
Classement d'un championnat anglais reprenant la différence de buts des équipes - 1885

La différence de buts (football), (dont l'équivalent est la différence de points en rugby) et souvent confondue avec le goal average, est un moyen de départage utilisé lors d'une compétition sportive. Le plus généralement, il est utilisé dans un second temps, après calcul des victoires et égalités. Il s'agit alors de prendre non le résultat des rencontres (victoire, nul, défaite) et le total de points en résultant, mais leur contenu (nombre de buts marqués et encaissés). 
Il faut soustraire au total des buts marqués par une équipe le total des buts concédés par celle-ci. Ce départage est appelé différence de buts générale car il prend en compte l'ensemble des buts marqués et encaissés pendant toutes les rencontres. Il existe également une différence de buts particulière qui ne prend en compte que les buts marqués ou encaissés lors des rencontres ayant opposé les équipes se trouvant classées ex æquo en nombre de points (que ce soit dans les tournois simples ou en aller-retour).
C'est un moyen de départage basé sur une variable sportive (buts) qui évite de procéder à un tirage au sort pour séparer deux (ou plus) compétiteurs ex æquo (afin de classement ou de décider d'une qualification).
Il s'agit souvent du second critère pour départager les équipes, après le calcul des points. Il est systématiquement utilisé en football et en handball, parfois utilisé dans son équivalence en rugby, en volley-ball ou basket-ball en concurrence avec le rapport de points appelé moyenne de buts (goal average).

## Historique
Beaucoup de commentateurs sportifs utilisent encore le terme de goal average (moyenne de buts) qui fut autrefois une règle bien plus populaire et répandue que la différence de buts : il s'agissait d'une division et non d'une soustraction. La pratique, qui a disparu du football, existe encore au basket-ball. 
La moyenne de buts favorise les équipes plus défensives au détriment des équipes plus offensives. À une époque où il était considéré plus facile de marquer un but que de ne pas en prendre, cette règle faisait sens. Mais l'évolution du football et les progrès dans le jeu ainsi que dans l'organisation défensive des équipes (voir catenaccio) rendant la tâche des attaquants plus délicate a remis le principe en question. En outre, seuls les championnats réguliers s'étirant sur une saison entière avec un grand nombre de journées permettaient d'obtenir une moyenne de buts cohérente sportivement. En effet, sur un petit nombre de matchs les moyennes étaient peu significatives, à cause notamment des petits diviseurs et du problème que posait la division par zéro (voir les poules de quatre ou les débuts de championnat connaissant très souvent des équipes dont les cages sont inviolées).

## Football

### Différence de buts (générale)
Elle est utilisée à la Coupe du monde de la FIFA depuis 1970, et dans un grand nombre de championnats de clubs sur le modèle anglais.

### Différence de buts particulière
En football, elle est tout particulièrement utilisée dans le championnat espagnol, au Championnat d'Europe des nations et en compétitions inter-clubs telles que la Ligue des champions de l'UEFA. 
Dans ce dernier cas, la différence de buts particulière (critère b ci-dessous) est prise en compte en premier, la différence de buts générale (critère f ci-dessous) ne venant qu'en critère secondaire. Extrait du règlement de la ligue des champions de l'UEFA, alinéa 17.01 :
« En cas d’égalité de points de plusieurs équipes à l'issue des matches de groupe, les critères suivants sont appliqués dans l'ordre indiqué pour établir leur classement : 
- a. plus grand nombre de points obtenus dans les matches du groupe disputés entre les équipes concernées ;
- b. meilleure différence de buts dans les matches du groupe disputés entre les équipes concernées ;
- Excepté tout forfait
- c. plus grand nombre de buts marqués dans les matches du groupe disputés entre les équipes concernées ;
- Excepté  tout forfait
- d. plus grand nombre de buts marqués à l’extérieur dans les matches du groupe disputés entre les équipes concernées ; excepté tout forfait
- e. si, après l’application des critères a. à d., plusieurs équipes sont toujours à égalité, les critères a. à d. sont à nouveau appliqués exclusivement aux matches entre les équipes concernées afin de déterminer leur classement final. Si cette procédure ne donne pas de résultat, les critères f. à l. s’appliquent ;
- f. meilleure différence de buts dans tous les matches du groupe ;
- Excepté tout forfait
- g. plus grand nombre de buts marqués dans tous les matches du groupe ;
- h. plus grand nombre de buts marqués à l’extérieur dans tous les matches du groupe ;
- Excepté tout forfait
- i. plus grand nombre de victoires dans tous les matches du groupe ;
- j. plus grand nombre de victoires à l'extérieur dans tous les matches du groupe ;
- k. total le plus faible de points disciplinaires sur la base uniquement des cartons jaunes et des cartons rouges reçus durant tous les matches du groupe (carton rouge = 3 points, carton jaune = 1 point, expulsion pour deux cartons jaunes au cours d'un match = 3 points)  ;
- l. meilleur coefficient de club (voir l'annexe D). »

### Comparatif
- désavantages de la différence particulière auxquels répond la différence générale
- désavantages de la différence générale auxquels répond la différence particulière

#### Toutes les rencontres importent excepté un forfait
La différence générale risque de départager sur des rencontres sans enjeu, comme les équipes relégables ou déjà éliminées, dont la volonté de jouer est incertaine voire reconnue comme absente. Il en va de même pour des équipes déjà qualifiées et dont l'entraîneur décide de faire tourner l'effectif. 
Pire, une équipe peut passer un accord ou corrompre une équipe faible avec des pots-de-vin afin de l'emporter. Par exemple, lors de la deuxième phase de groupe de la coupe du monde de football de 1978 en Argentine, alors sous dictature militaire, l'équipe d'Argentine remporte son ultime rencontre contre le Pérou, déjà éliminé, par 6 buts à 0, se qualifiant pour la finale aux dépens du Brésil à la différence de buts générale.
De la même manière, en 1982, le « match de la honte » élimina l'Algérie par accord entre l'Allemagne et l'Autriche voisine.
Plutôt que d'opter pour la différence de buts particulière, la FIFA a pris l'habitude de faire se tenir les dernières rencontres à la même heure. Cela évite de préparer le coup à l'avance, mais cela ne change rien si une équipe éliminée est rapidement dépassée et démotivée.

#### Seules les rencontres entre futurs ex æquo importent
La différence particulière permet d'éviter de départager sur des matchs sans importance.
Mais si les « matchs sans importance » ne sont pas pris en compte, la tactique, pour user du système de départage, est alors de donner de l'importance à une rencontre. C'est-à-dire que deux équipes déjà à égalité peuvent s'accorder sur un résultat pour éliminer une troisième. Ainsi, à l'Euro 2004, dans le Groupe C du Championnat d'Europe de football 2004 qui contenait Italie, Suède, Danemark et Bulgarie :
- La Suède et le Danemark ont fait match nul avec l'Italie (1-1 et 0-0) et ont largement battu la Bulgarie (5-0 et 2-0).

1. Suède et Danemark, 4 points et devant s'affronter
2. Italie, 2 points et devant affronter la Bulgarie
3. Bulgarie, 0 point

On pouvait attendre de l'Italie qu'elle gagne contre la Bulgarie, mais, si la Suède et Danemark faisaient match nul, les trois étant à cinq points, avec la différence particulière, cela n'importait pas : ce qui importait étaient les rencontres sans la Bulgarie.
Or si les trois équipes sont à deux nuls et une victoire contre la Bulgarie, il y a toujours égalité. La clause suivante était le nombre de buts particuliers. Voici le classement avant la dernière rencontre :
1. Suède, 1 rencontre, 1 but
2. Danemark, 1 rencontre, 0 but
3. Italie, 2 rencontres, 1 but

Le résultat auquel les deux équipes scandinaves devaient parvenir pour se qualifier toutes deux était ainsi de 2-2. Les scandinaves firent l'honneur d'attendre la 89e minute pour arriver à ce score. L'Italie vainquit contre la Bulgarie pour rien.

### Différence de buts contre moyenne de buts
La différence de buts est un critère différent de la moyenne de buts, ils peuvent conduire à des classements différents (en France, le terme anglais de goal average, littéralement la moyenne de buts, est souvent employé, à tort, comme un terme équivalent à celui de différence de buts). 
des exemples :
|  | Équipe A | 3–0 | Équipe B |  |  |
|  |          |     |          |  |  |

|  | Équipe B | 6–0 | Équipe C |  |  |
|  |          |     |          |  |  |

|  | Équipe A | 0–1 | Équipe C |  |  |
|  |          |     |          |  |  |

En prenant en compte la moyenne des buts (goal average), l'équipe A gagnerait :
| Équipe   | Pts | J | G | N | P | p | c | moy.          |
| -------- | --- | - | - | - | - | - | - | ------------- |
| Équipe A | 3   | 2 | 1 | 0 | 1 | 3 | 1 | 3 (=3/1)      |
| Équipe B | 3   | 2 | 1 | 0 | 1 | 6 | 3 | 2 (=6/3)      |
| Équipe C | 3   | 2 | 1 | 0 | 1 | 1 | 6 | 0.1667 (=1/6) |

mais en prenant la différence de buts, c'est l'équipe B qui gagnerait :
| Équipe   | Pts | J | G | N | P | p | c | diff.     |
| -------- | --- | - | - | - | - | - | - | --------- |
| Équipe B | 3   | 2 | 1 | 0 | 1 | 6 | 3 | +3 (=6-3) |
| Équipe A | 3   | 2 | 1 | 0 | 1 | 3 | 1 | +2 (=3-1) |
| Équipe C | 3   | 2 | 1 | 0 | 1 | 1 | 6 | -5 (=1-6) |

## Rugby
Au rugby à XV, la différence de points a été introduite qu'en 1994 dans le Tournoi des Cinq Nations. Cette règle n'existant pas auparavant, lors du tournoi de 1973, les cinq équipes se retrouvent ex æquo. 
La règle est déterminée par : 
1. Le nombre de points selon les victoires, nuls ou défaites ;
2. La différence de points de match entre les points encaissés et ceux marqués ;
3. Le nombre d'essais marqués durant le tournoi ;
4. Sinon le titre de vainqueur est partagé.